# Medal Chin (1900)
Medal Chin (ang. China War Medal 1900) – brytyjski medal ustanowiony za udział w powstaniu bokserów w Chinach w 1900 roku.

## Zasady nadawania
Kolonia Victoria wysłała kontyngent morski do Chin dla wsparcia kampanii brytyjskiej.
Medalem nagradzano brytyjskie i imperialne siły zbrojne, które brały udział w obronie przeciwko żołnierzom bokserów w czasie rewolty w Chinach pomiędzy rokiem 1900 i 1901.

## Klamry medalu
- Taku Forts

Przyznawana personelowi brytyjskiego kontyngentu międzynarodowej floty zaangażowanej podczas ataku na Forty Dagu wzdłuż rzeki Bai He;
- Defence of Legations

Przyznawana żołnierzom z 80 Royal Marines oraz kilku osób z ochrony przedstawicielstwa dyplomatycznego, którzy pomagali podczas obrony kwatery przedstawicielstwa w Pekinie przez 55 dni;
- Relief of Pekin

Przyznawana żołnierzom armii brytyjskiej i indyjskiej oraz marynarzom Royal Navy zaangażowanym podczas odsieczy przedstawicielstw w Pekinie, będącym częścią międzynarodowej pomocy dowodzonej przez Alfreda Grafa von Waldersee lub morskiej brygady (Naval Brigade) admirała Edwarda Seymoura.

## Opis medalu
Awers: przedstawia popiersie królowej Wiktorii w koronie i inskrypcję VICTORIA REGINA ET IMPERATRIX.
Rewers: herb Armii Królewskiej z inskrypcją ARMIS EXPOSCERE PACIM i słowem CHINA 1900 pod spodem.